# Ōzora
Ōzora (japanska: 大空町?, Ōzora-chō) är en landskommun (köping) i Hokkaido prefektur i Japan. 
Kommunen bildades 2006 genom en ihopslagning av kommunerna Memanbetsu och Higashimokoto.
I kommunen ligger Memanbetsu flygplats. Den har förbindelser till Sapporo, Tokyo, Osaka och Nagoya.  